# لنسلات
سِر لَنسِلات (به انگلیسی: Sir Lancelot) که گاه لَنسِلاتِ دریاچه (به انگلیسی: Lancelot of the Lake) نیز نامیده می‌شود، شوالیه ای افسانه‌ای و مشهورترین شوالیه از جمع شوالیه‌های میز گرد، دوست شاه آرتور و بهترین شوالیه او بود. همچنین وی شوالیه محبوب و قهرمان همسر شاه آرتور، گوئینویر بود و زمانی که رابطه عاشقانه او با ملکه گوئینویر آشکار می‌شود، شرایطی را رقم می‌زند که جنگ داخلی بین او و آرتور و سوء استفاده موردرد، عاقبت به پادشاهی آرتور پایان می‌دهد.

## تاریخچهٔ پیدایش شخصیت
لَنسِلات نخستین بار در سدهٔ دوازدهم و در عاشقانه‌ای به نام «اِرِک» نوشتهٔ کریتیان دو ترویای فرانسوی به عنوان یکی از شوالیه‌های شاه آرتور ظاهر شد. همین نویسنده بعدتر او را یکی از قهرمانان دیگر شعر خود به نام Le Chevalier de la charette قرار داد که بازگوکنندهٔ افسانهٔ ربوده شدن گوئینویر و نجات او به دست لَنسِلات و در عشق افتادن او بود. در این اثر همچنین به پرورش و تربیت لَنسِلات توسط پری دریاچه‌ای اشاره شده بود که خود دستمایهٔ شعری آلمانی با نام Lanzelet قرار گرفت. این دو موضوع بعدتر در سدهٔ سیزدهم و در اثری با نام Prose Lancelot پرورش یافت و در آن، ساحره‌ای به نام ویوین، بانوی دریاچه، لَنسِلات را پس از مرگ پدرش شاه بنِ بنوئیک همراه خود برد، او را با دقت آموزش داد و سپس او را به دربار شاه آرتور فرستاد. آموزش‌های ویوین در کنار نیروی الهام‌بخش عشق لَنسِلات به گوئینویر از او شهسواری ساخت که نمونهٔ کامل دلیری و جوانمردی بود.
در بخش‌های بعدی اثر، دلیری برخاسته از خاک در برابر دلیری ناشی از عشق قرار می‌گیرد و سِر گالاهاد، پسر لَنسِلات از اِلن، دختر شاه پلسِ نگهدارندهٔ جام مقدس، جایگزین پدرش به‌عنوان شوالیه‌ای کامل می‌شود. در ادامه، عشق زناکارانهٔ لَنسِلات به گوئینویر سبب شکست او در یافتن جام مقدس شده و سلسله اتفاقات بعدیِ ناشی از این عدم موفقیت، به نابودی اتحاد شهسوارانهٔ میز گرد می‌انجامد.
در سدهٔ چهاردهم نیز اثر دیگری لَنسِلات را مورد توجه قرار داده و داستان شور مرگبار الن آستلات نسبت به لَنسِلات و پایان غم‌انگیز عشق لَنسِلات به گوئینویر را روایت می‌کند. در سدهٔ پانزدهم توماس هالوری، مجموعه‌ای از افسانه‌های آرتوری را در اثری به نام «مرگ آرتور» (به فرانسوی: Le Morte d'Arthur) گرد می‌آورد که در آن، این سردرگمی لَنسِلات بین عشق گوئینویر و وفاداری به سرورش است که به مرگ دردناک آرتور می‌انجامد.
دیگر اثری که در آن به لَنسِلات اشاره شده‌است شعری با نام بانوی شالوت اثر آلفرد تنیسون است که در ۱۸۳۳ انتشار یافته و داستان بانوی طلسم‌شدهٔ ناشناسی را روایت می‌کند که مجذوب لَنسِلات شده و او را در قایقی دنبال کرده و در راه می‌میرد.